# 日野台地
日野台地（ひのだいち）は、東京都日野市の西部から西隣の八王子市の東部にかけて広がる台地。
加住丘陵を経て関東山地へと続いている。北側は多摩川の支流の谷地川（やじがわ）によって区切られ、東側は多摩川本流に続く沖積低地に、南側は多摩川の支流である浅川の沖積低地に接していて、その南にある多摩丘陵（七生丘陵）と向き合っている。特に南東側にははっきりした河岸段丘が認められる。
それらの段丘崖の下では豊富な湧水があり、それらの一部は黒川清流公園として整備されている。黒川清流公園を含む段丘崖のかなりの部分は日野市の公有地であり、東京都指定の東豊田緑地保全地域となっている。さらにJR中央線を挟んで神明野鳥の森公園へと続き、市街地に接していながら格好のバードウォッチングのポイントとなっている。
気象条件が良ければ武蔵野台地を挟んで狭山丘陵に立地する西武ドームを望むことができる。

## 地質
日野台地の基盤は第三紀層であり、その上に古浅川によって運ばれてきた日野礫層や多摩川によって運ばれてきた立川礫層が覆い、その上を数メートルから十数メートルの厚さで関東ローム層のひとつである下末吉ロームが覆っている。

## 利用
江戸時代の新田開発により開発が進められ、桑畑や陸稲などの畑が広がっていたが、昭和10年代以降、大工場の進出が相次いだ。現在も日野駅、日野自動車の本社および日野工場、コニカミノルタ東京サイト、富士電機東京工場、帝人中央研究所などが立地している。
また、昭和30年代以降は宅地としての開発も進められた。特に1958年（昭和33年）に入居の始まった多摩平団地は団地の先駆けであった。